# Dolomedes annulatus
Dolomedes annulatus is een spinnensoort in de taxonomische indeling van de kraamwebspinnen (Pisauridae).
Het dier behoort tot het geslacht Dolomedes. De wetenschappelijke naam van de soort werd voor het eerst geldig gepubliceerd in 1877 door Eugène Simon.